# Église de la Nativité-de-Saint-Jean-Baptiste d'Oyrières
 (mars 2025).
Si vous disposez d'ouvrages ou d'articles de référence ou si vous connaissez des sites web de qualité traitant du thème abordé ici, merci de compléter l'article en donnant les références utiles à sa vérifiabilité et en les liant à la section « Notes et références ».
L' église de la Nativité-de-Saint-Jean-Baptiste d'Oyrières est une église de style néo-classique située à Oyrières, dans le département de la Haute-Saône, en France.

## Description
Cette église est à clocher comtois couvert de tuiles vernissées, surmonté d’un petit lanternon.

Le porche est protégé par un fronton de style néo-classique supporté par deux colonnes.

Cet édifice est  construit sur un plan rectangulaire avec une nef simple sans transept. Les bas-côtés sont supportés par quatre colonnes.

## Localisation
L'église est située au bord de la route principale d la commune d'Oyrières, dans le département français de la Haute-Saône.

### Extérieur de l'église

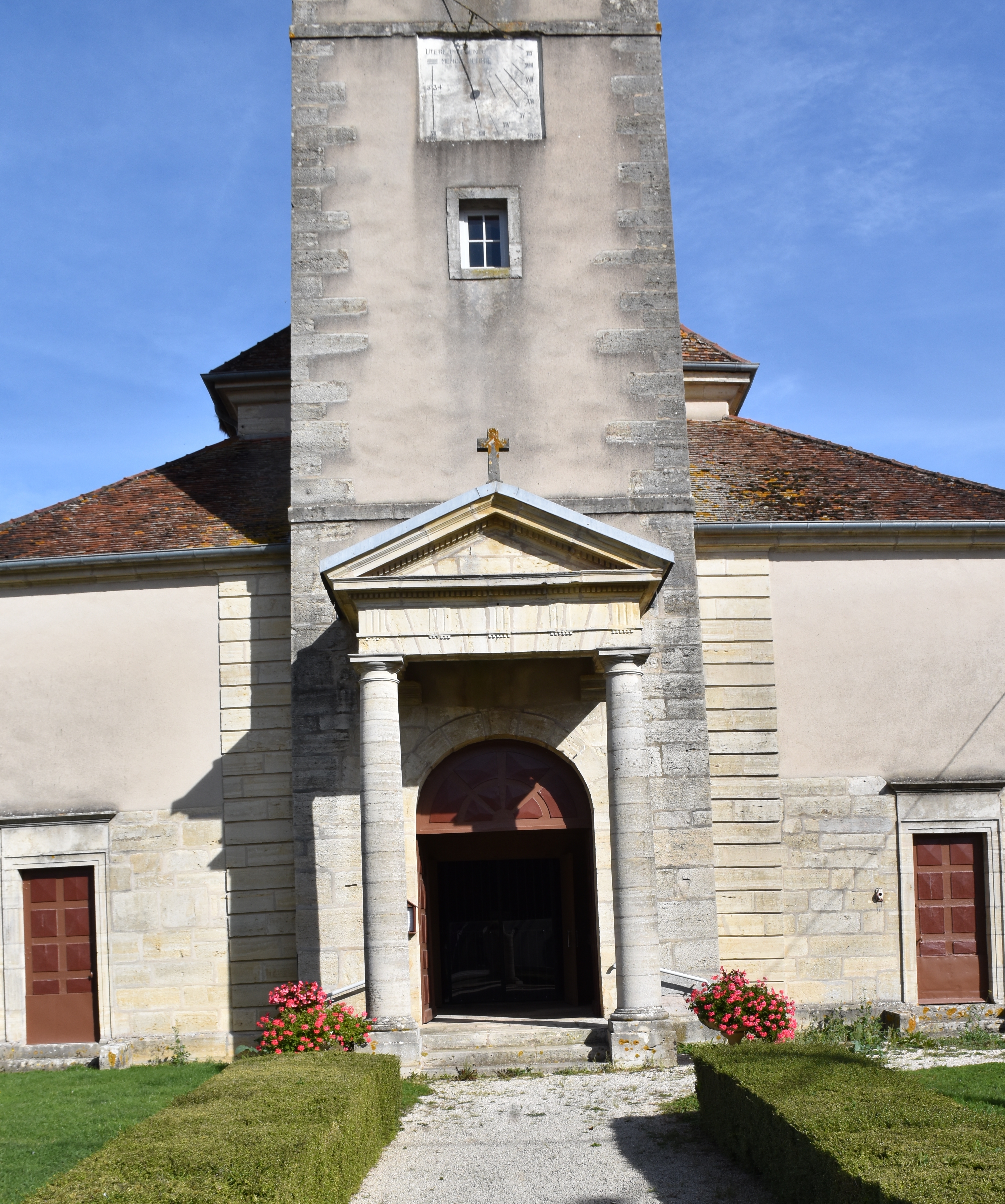
Fronton de style néo-gothique.
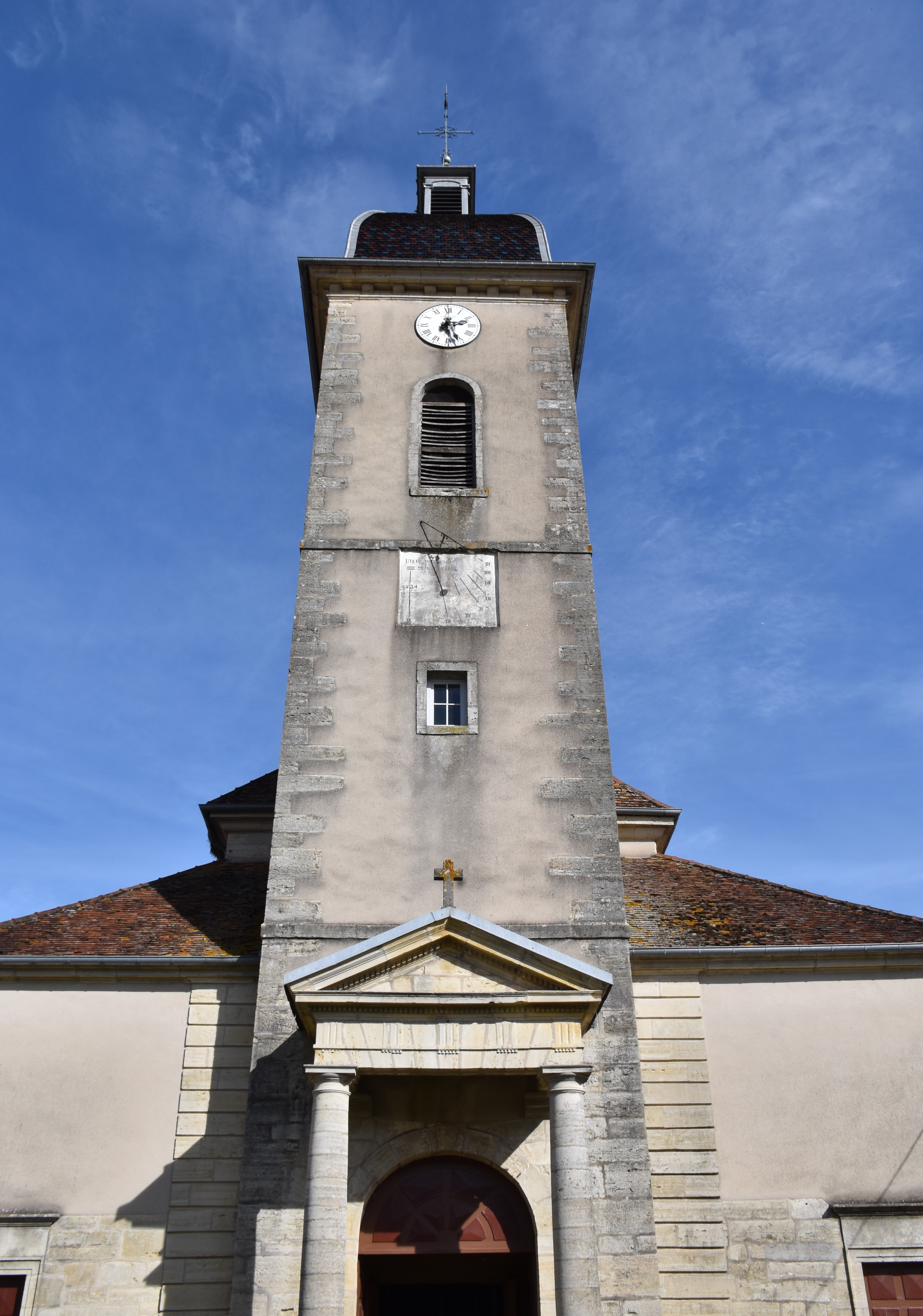
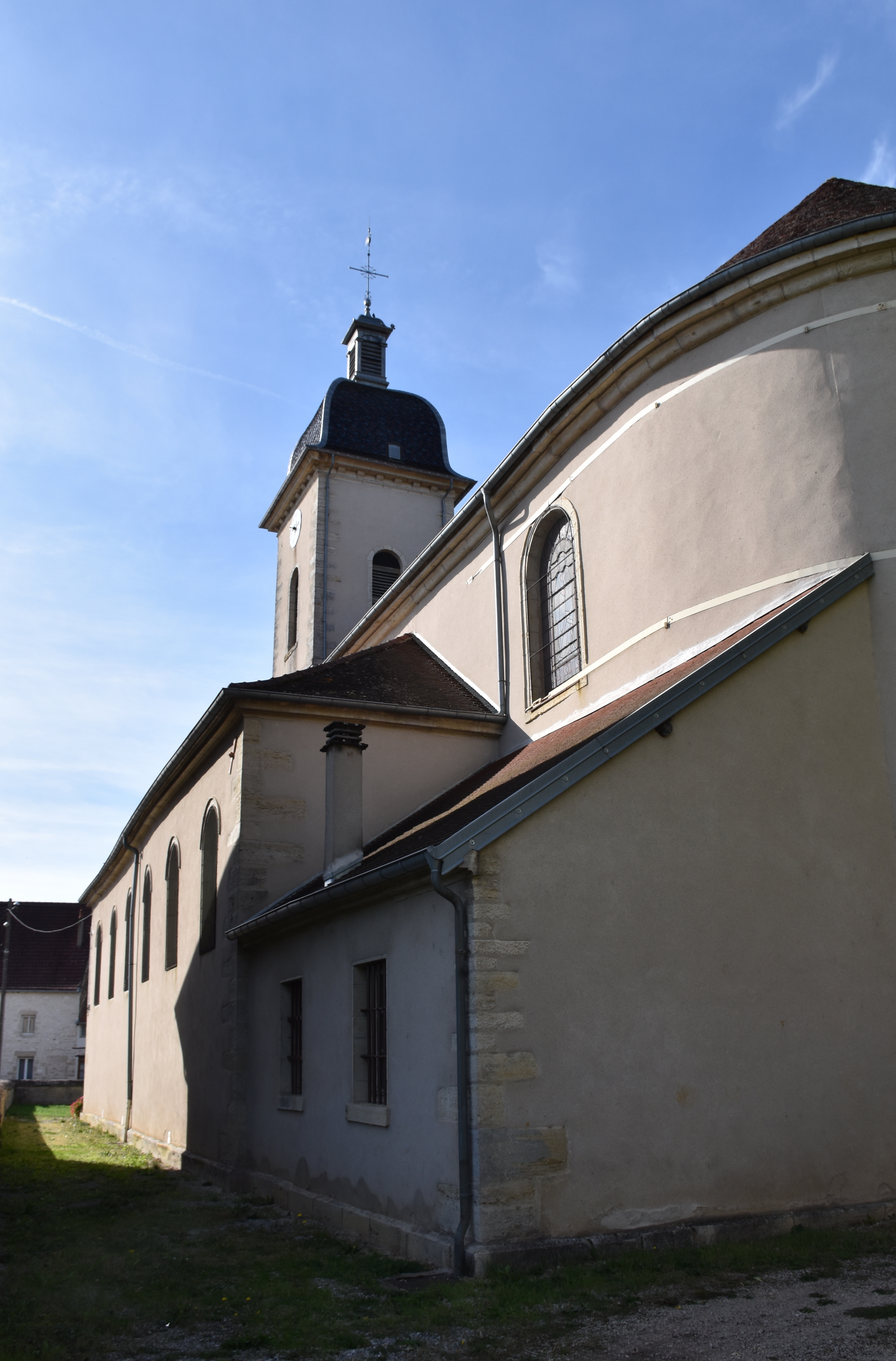
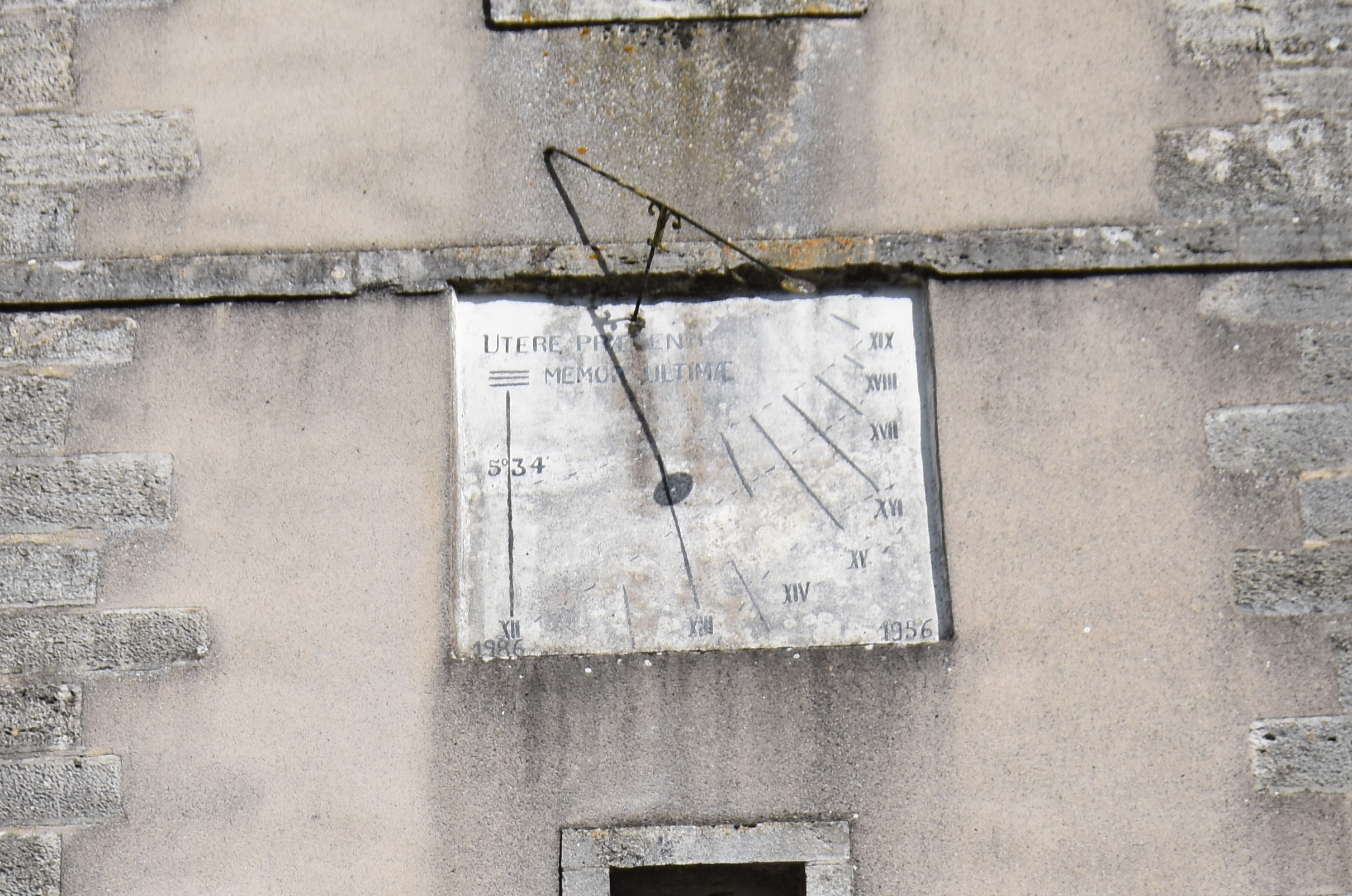
Le cadran solaire.
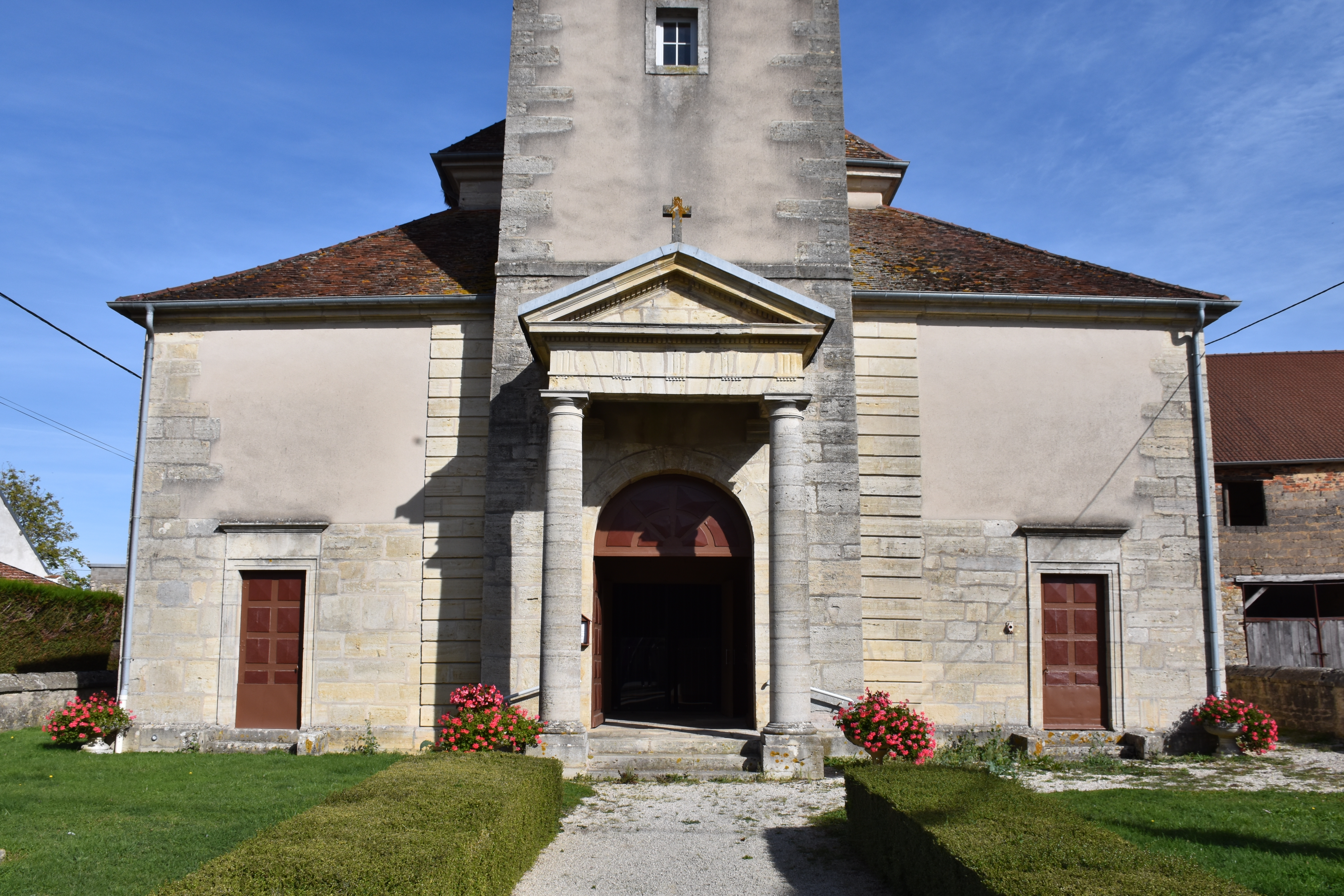
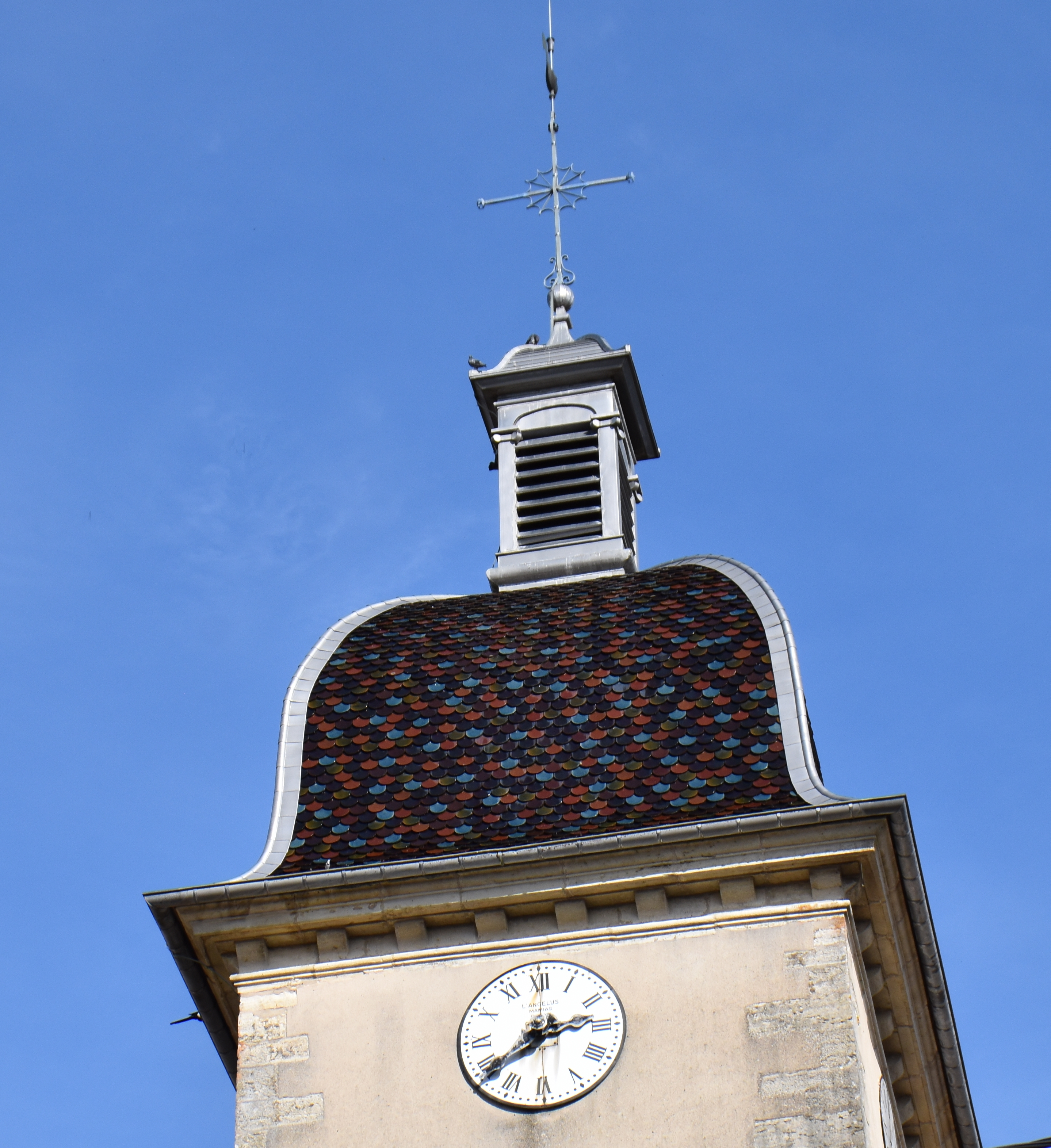
Le clocher-bulbe

### Intérieur de l'église

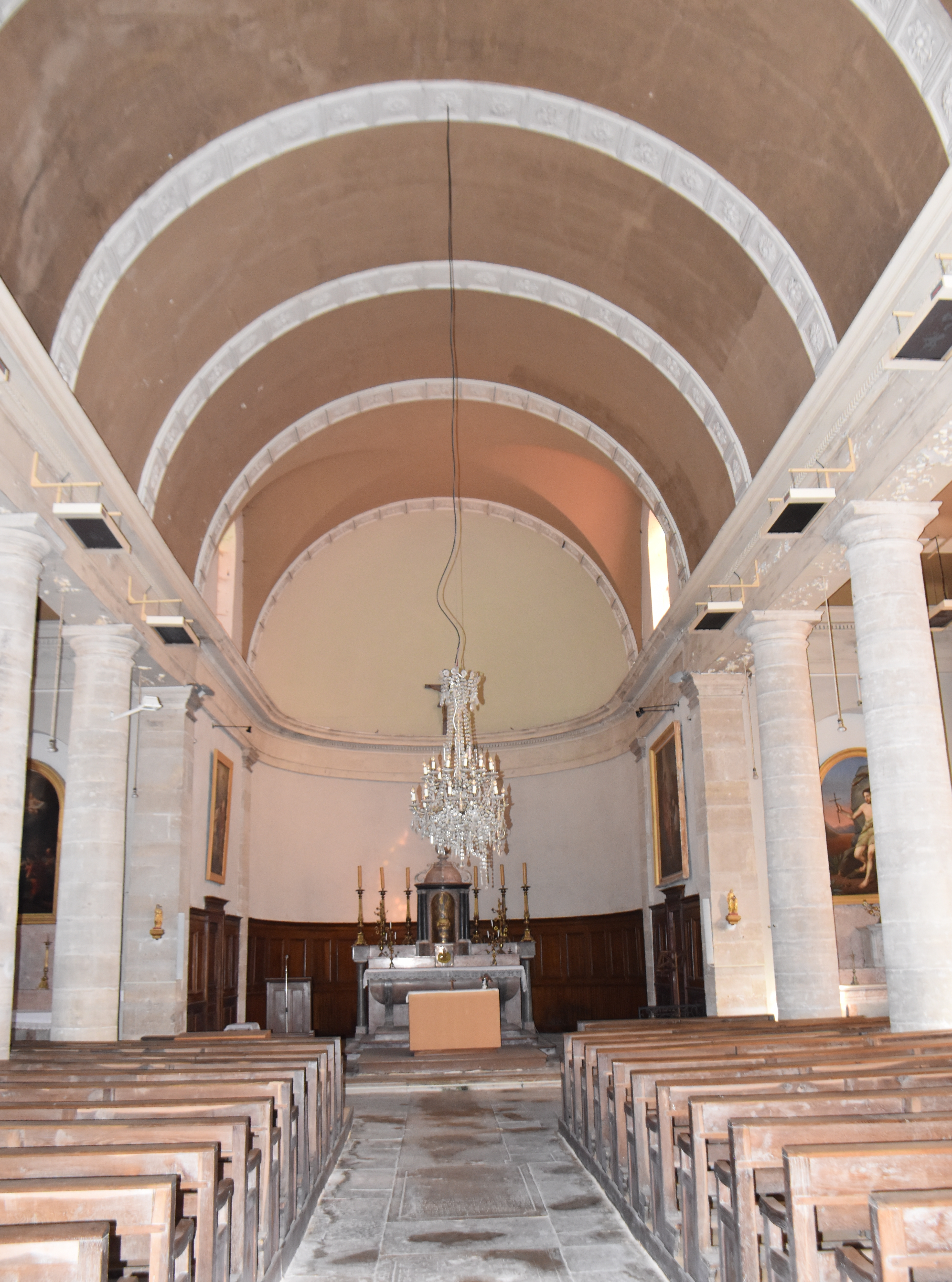
La nef.
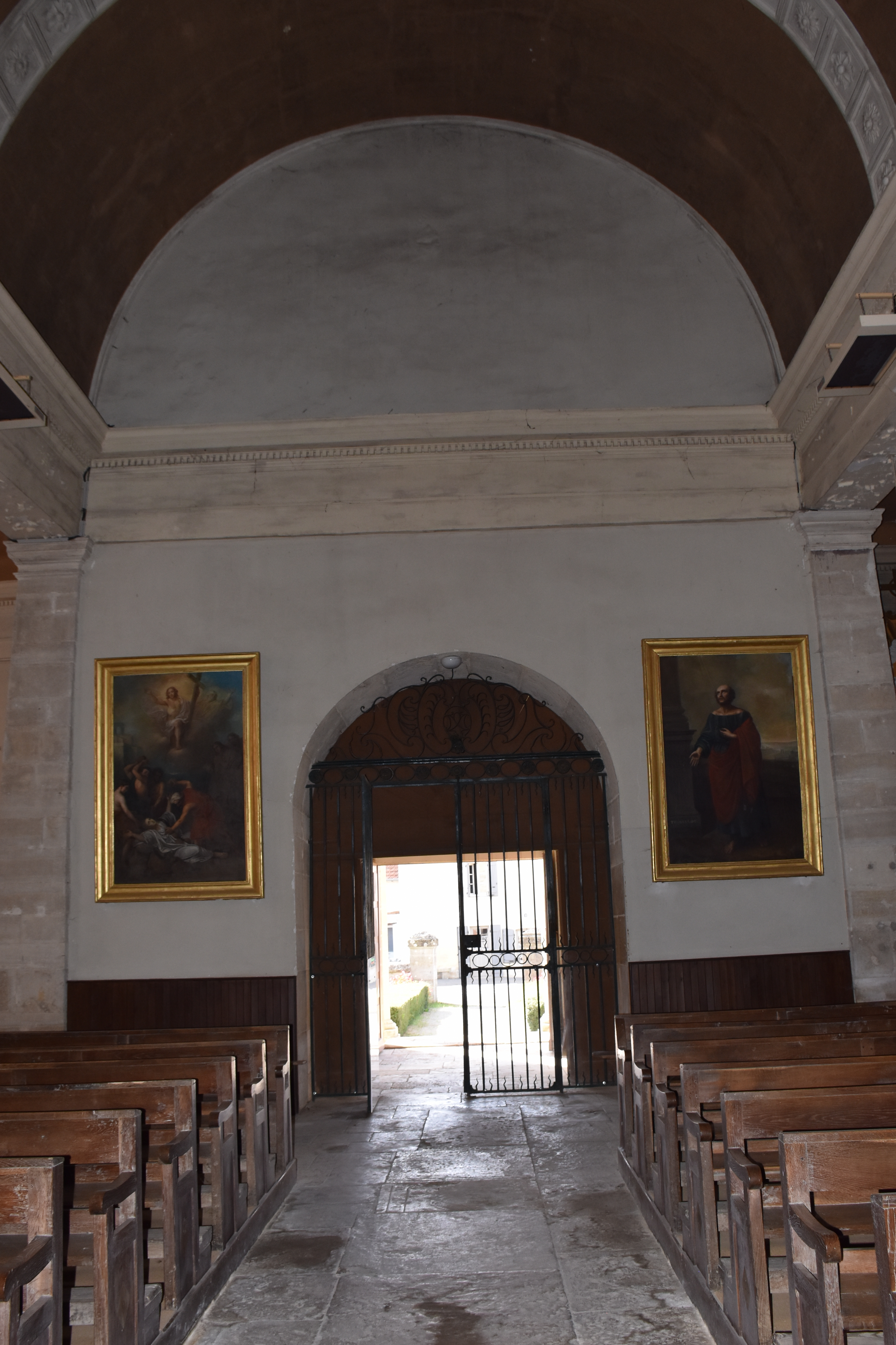
La nef côté porche.
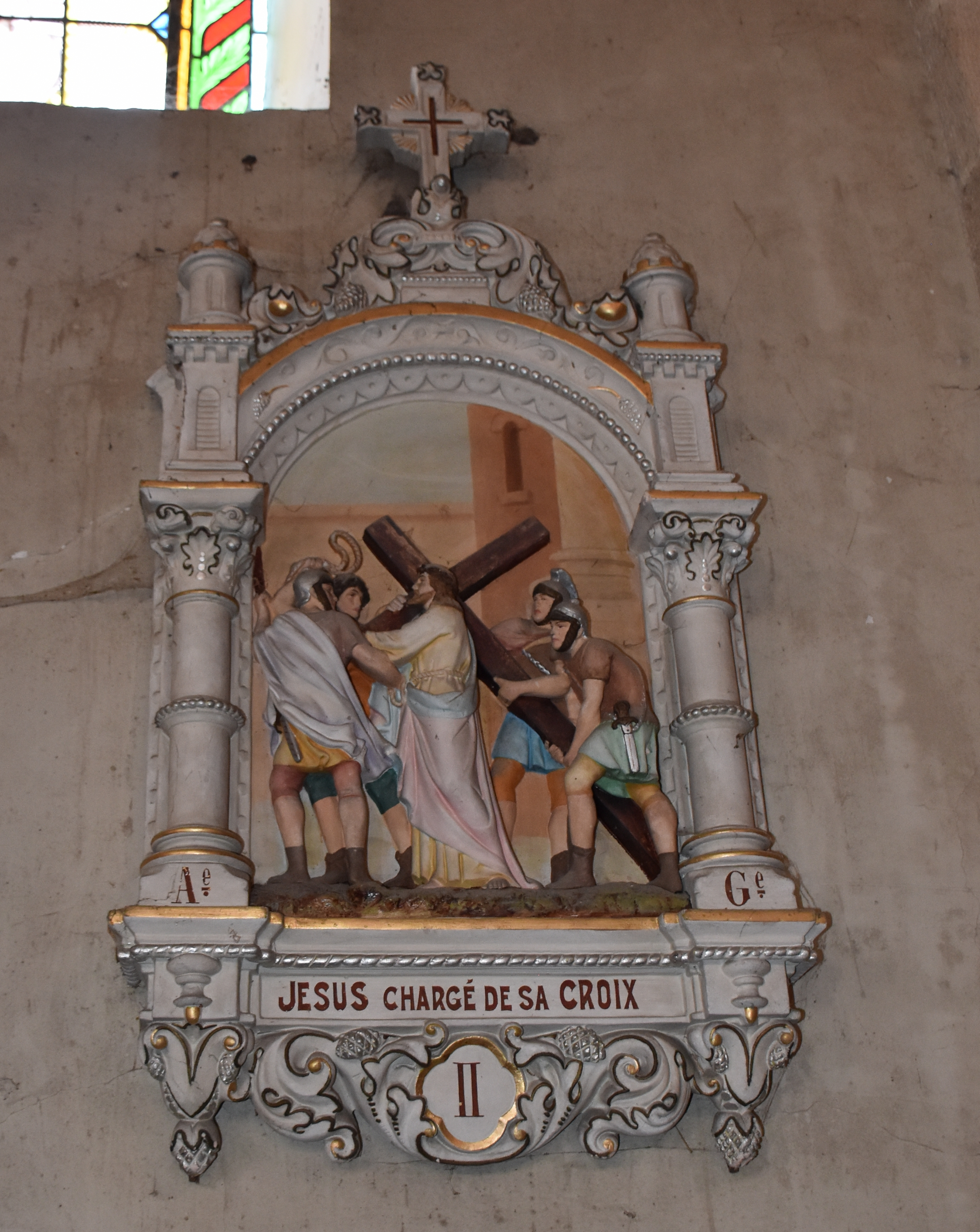
Chemin de croix station II.
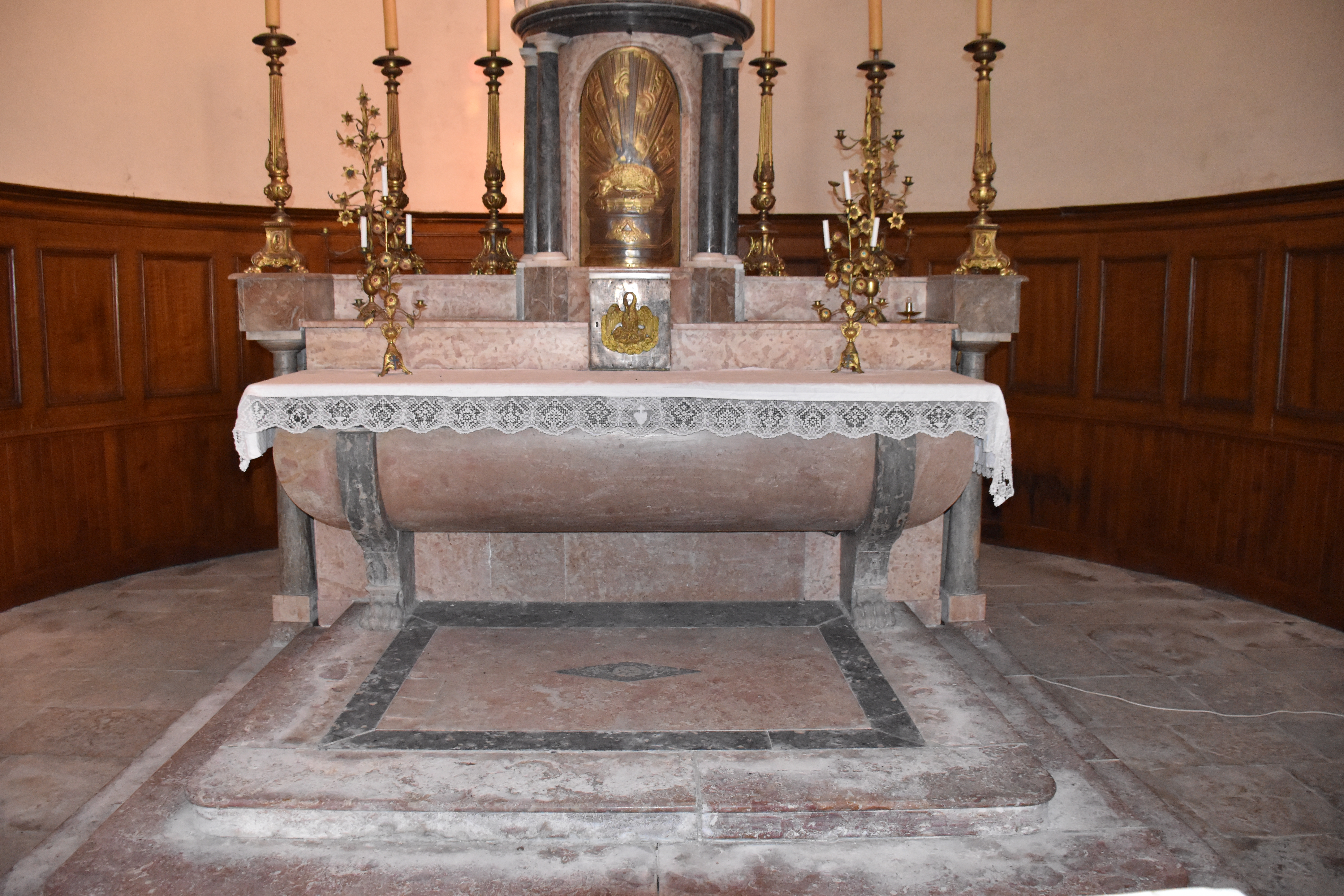
Le maître-autel.
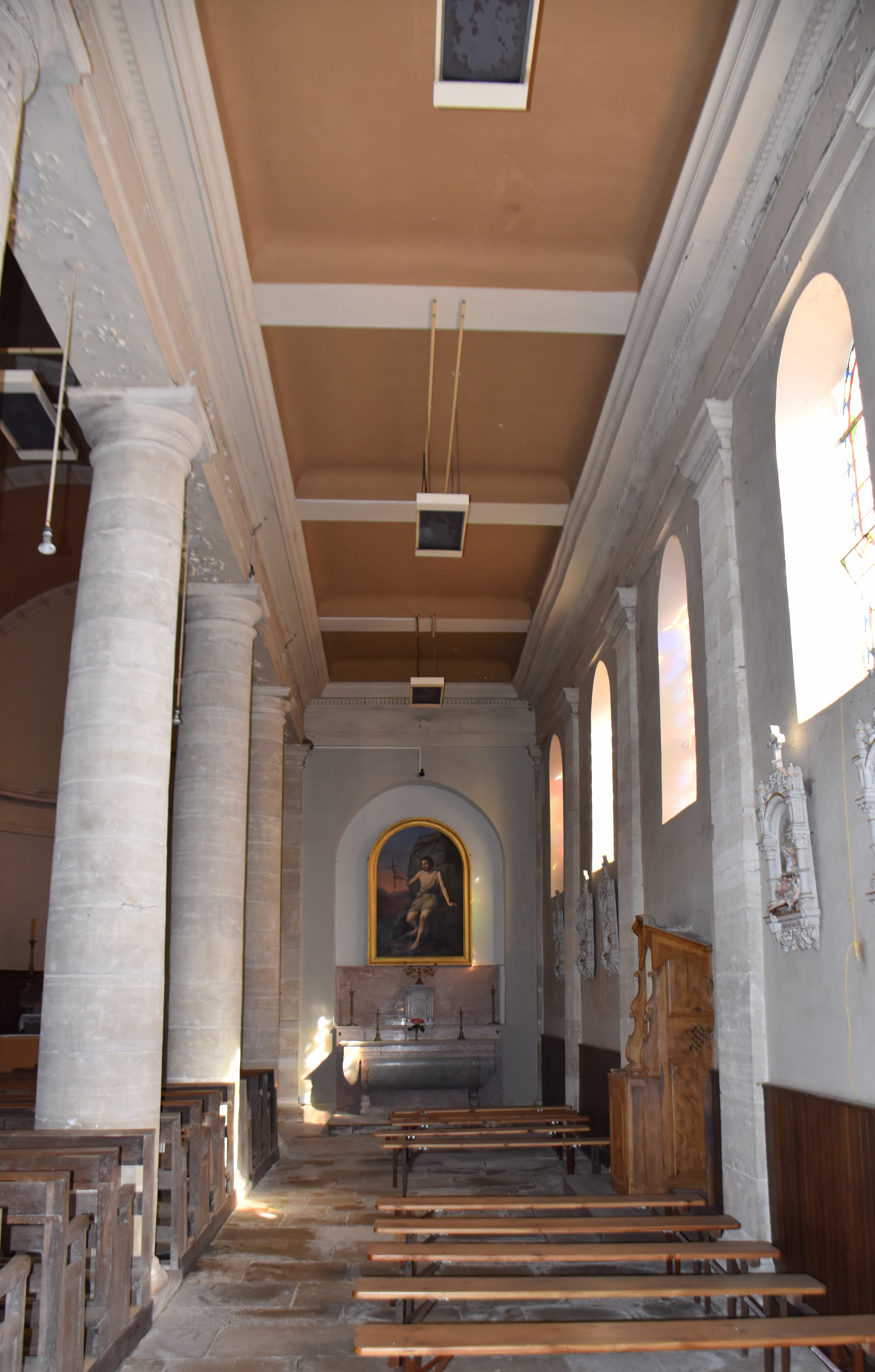
Bas-côté sud.
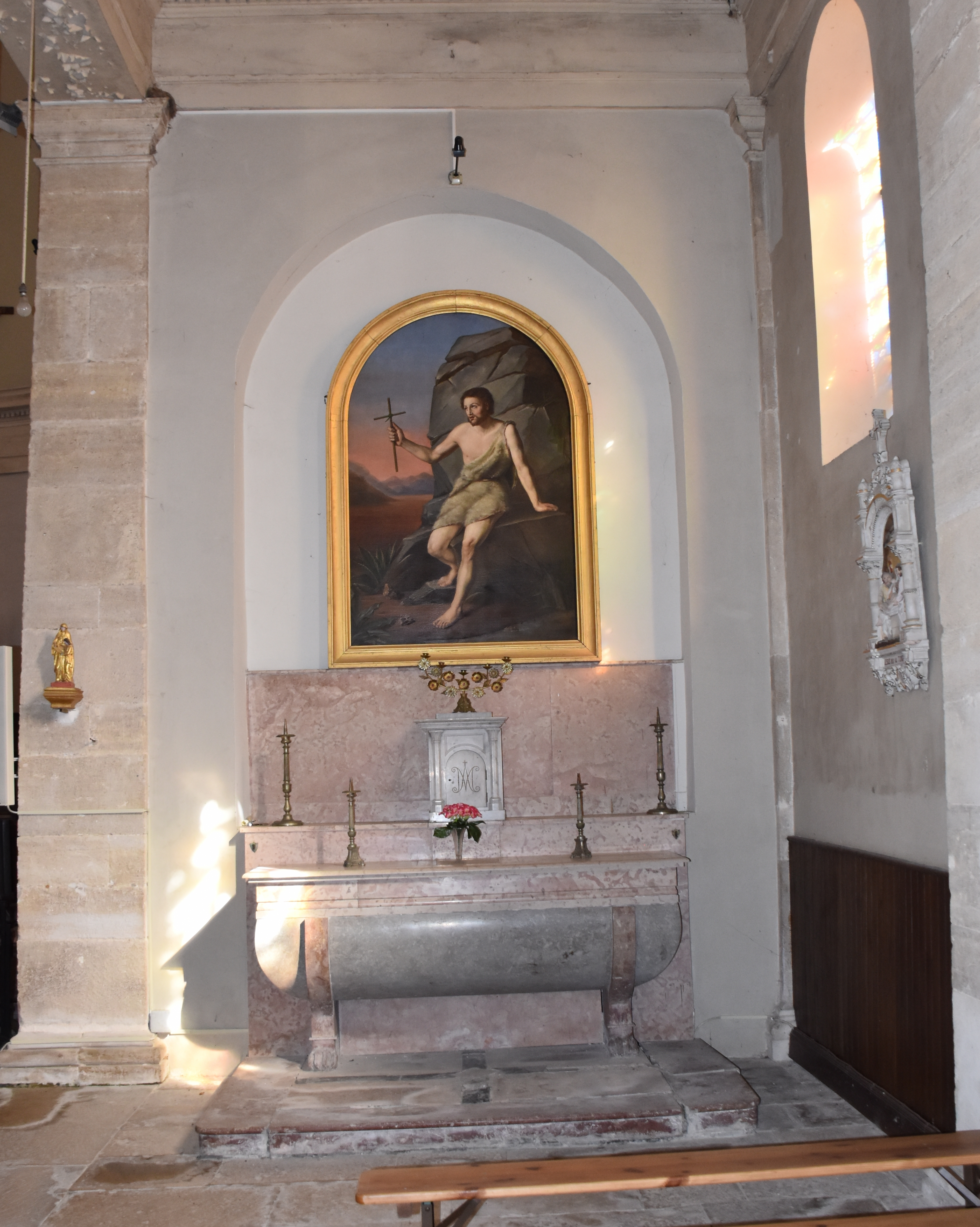
Autel Saint-Joseph.